# Trnje (Črenšovci)
Trnje (pronunciación eslovena: [ˈtəɾnjɛ]; húngaro: Tüskeszer) es una localidad de Eslovenia, perteneciente al municipio de Črenšovci en el este del país.
En 2018 tenía 526 habitantes.
Durante siglos fue una finca rústica de Beltinci en el condado de Zala, que perteneció a las familias nobles húngaras Bánffy, Csáky y Gyika. A principios de siglo XX ya se consideraba un pueblo, teniendo 826 habitantes en 1910; era una localidad habitada principalmente por eslovenos, por lo que en 1919 se incluyó en el reino de los Serbios, Croatas y Eslovenos. Desde entonces ha sido una localidad de Eslovenia, excepto entre 1941 y 1945, cuando fue anexionada temporalmente por Hungría.
Se ubica en la periferia nororiental de la capital municipal Črenšovci, unos 2 km al este de Odranci.